# Orthetrum melania
Orthetrum melania is een libellensoort uit de familie van de korenbouten (Libellulidae), onderorde echte libellen (Anisoptera).
De wetenschappelijke naam Orthetrum melania is voor het eerst geldig gepubliceerd in 1883 door Selys.